# KBS 1TV
KBS 1TV（ケイビーエス いちティーブイ、正式な地上波テレビチャンネル名：KBS第1テレビジョン）は、韓国放送公社（KBS）が運用する地上波テレビチャンネルの1つ。
KBSは韓国の公営放送局で、KBS 1TVはKBS 2TVと共にKBSの主要チャンネルとなっている。KBS 1TVは韓国の基幹チャンネルとしてニュースなどの報道・時事番組や教養番組などを放送している。広告の放送は2TVと異なり、開局以来行われていない。
KBS 1TVの主なニュース番組としては『KBSニュース広場』、『KBSニュース12』、『KBSニュース9』があり、『KBSニュース広場』は日曜日を除く朝6時から、『KBSニュース12』は平日正午から、『KBSニュース9』は毎日夜9時から放送している。3番組とも公式ウェブサイトで「大韓民国代表ニュース」と紹介している。
KBSでドラマなどの娯楽番組を放送するチャンネルは地上波では基本的にKBS 2TVだが、ドラマについては毎週月曜日から金曜日までの夜に放送される連続ドラマ「日々ドラマ」と、毎週土曜日と日曜日の夜に放送される「KBS大河ドラマ」はKBS 1TVで放送している。また2009年までは朝の連続テレビドラマ「テレビ小説」をKBS 1TVで放送していたが、その後「テレビ小説」はKBS 2TVに放送チャンネルを移し、2018年には「テレビ小説」の製作・放送が終了された。